# Велп

Расположение Велпа на карте общины Реден

Велп (нидерл. Velp) — город в общине Реден провинции Гелдерланд в восточных Нидерландах.

## География
Город Велп граничит в общине Реден с собственно городом Реден и с соседней общиной Розендал, а также с городом Арнем. Автострада А12 служит границей между Велпом и Арнемом. Через Велп также проходит железнодорожная линия Арнем-Зутфен. Север Велпа застроен виллами, южная же жилая его часть представляет собой здания массовой застройки.

## История
В январе 1812 года территория общины Реден была разделена на 2 части и образованы новые коммуны — Дирен и Велп. К коммуне
Велп было присоединено поселение Розендал. Однако уже в 1818 году отдельная коммуна Велп была упразднена, и восстановлена община Реден с составе Велп и Дирен, как и раньше. Розендал был выделен в отдельную общину.
В 1715 и 1851 годах в Велпе были сделаны археологические находки сокровищ древнеримского происхождения, известные как «Клады Велпа».

## Достопримечательности
- Гельдернский геологический музей
- Замок Бильон
- Парк виллы Овербек
- Старая и Новая нидерландские реформатские церкви

## Галерея

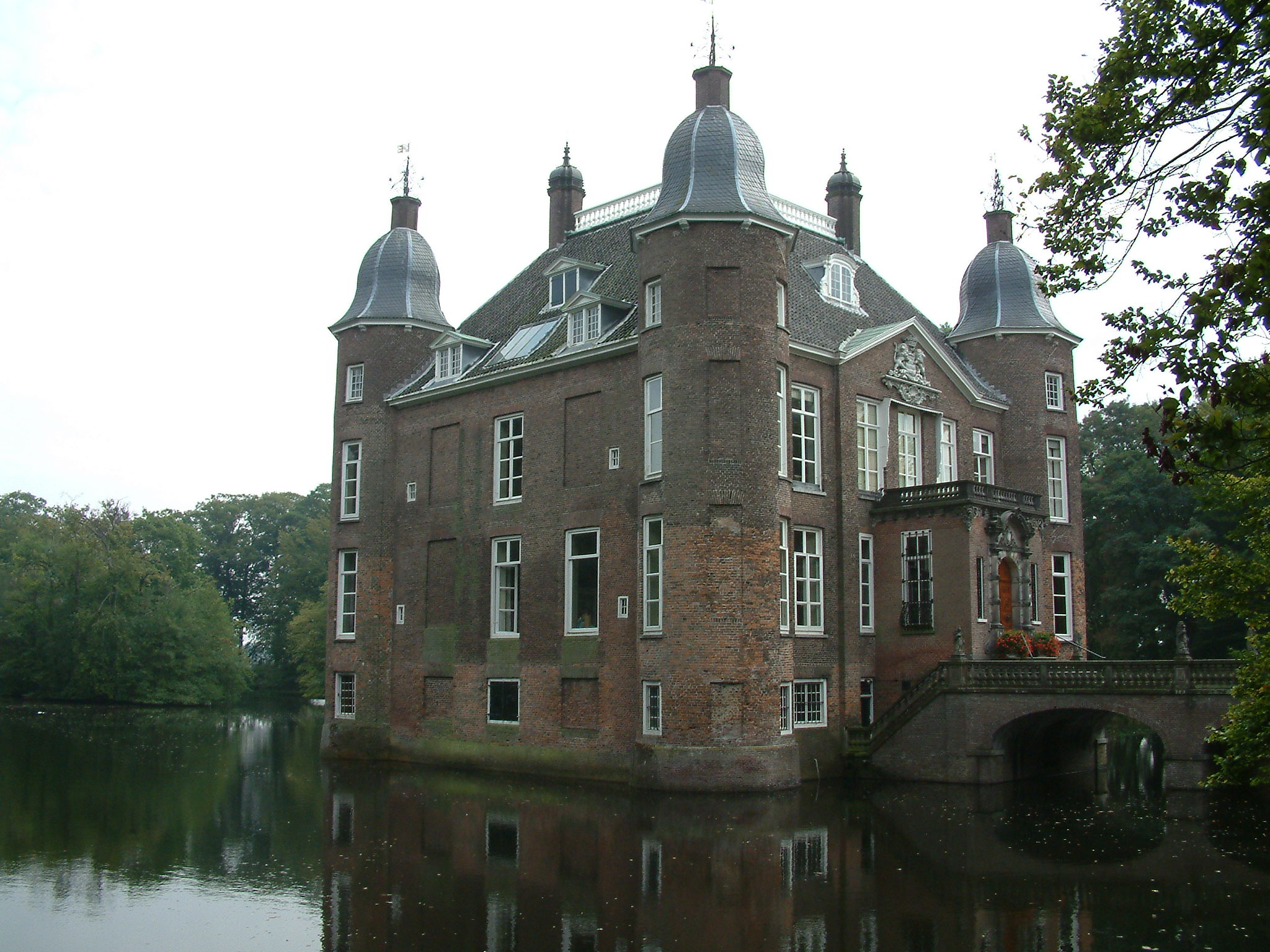
Замок Бильон
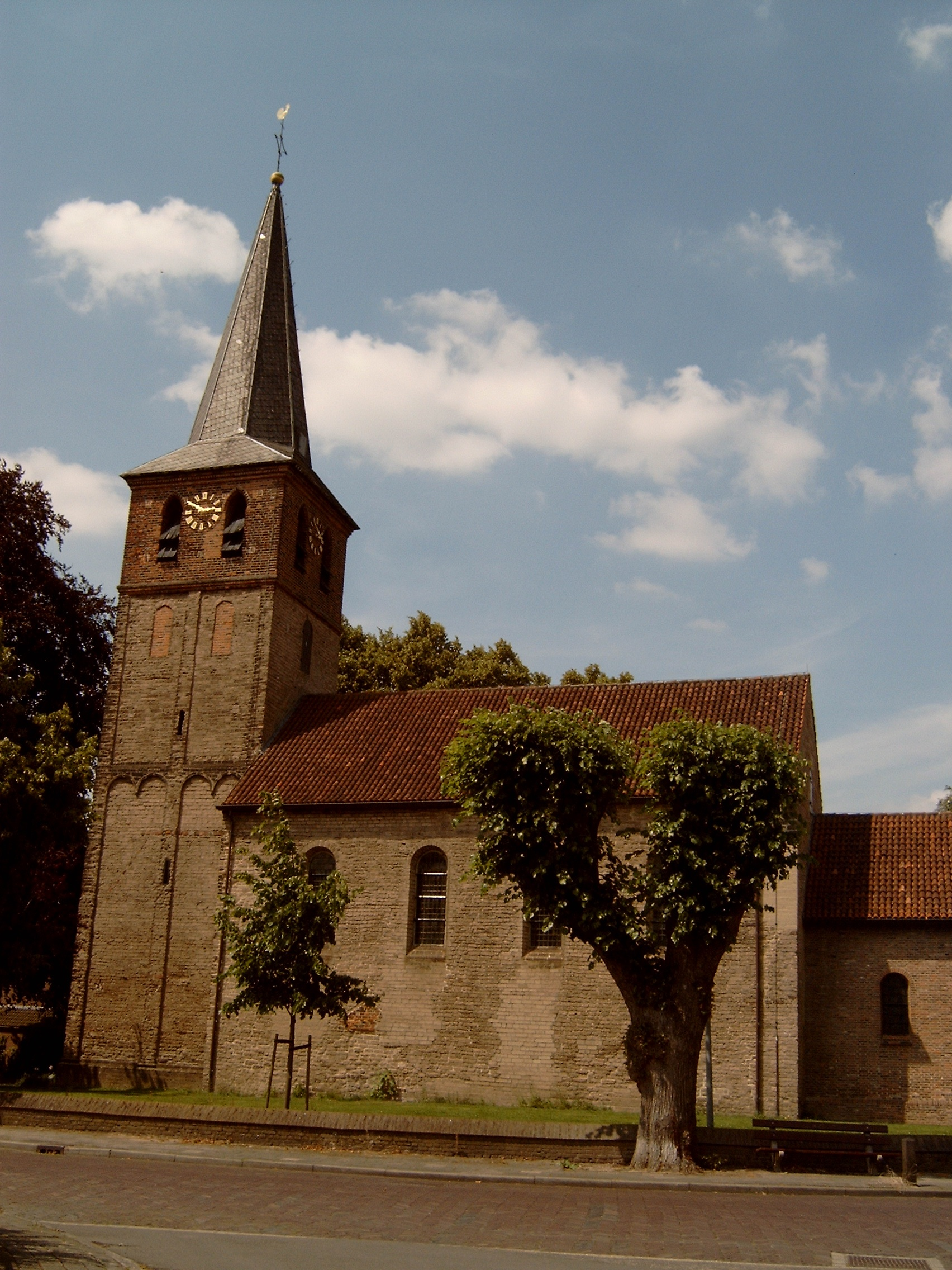
Старая реформатская церковь в Велпе
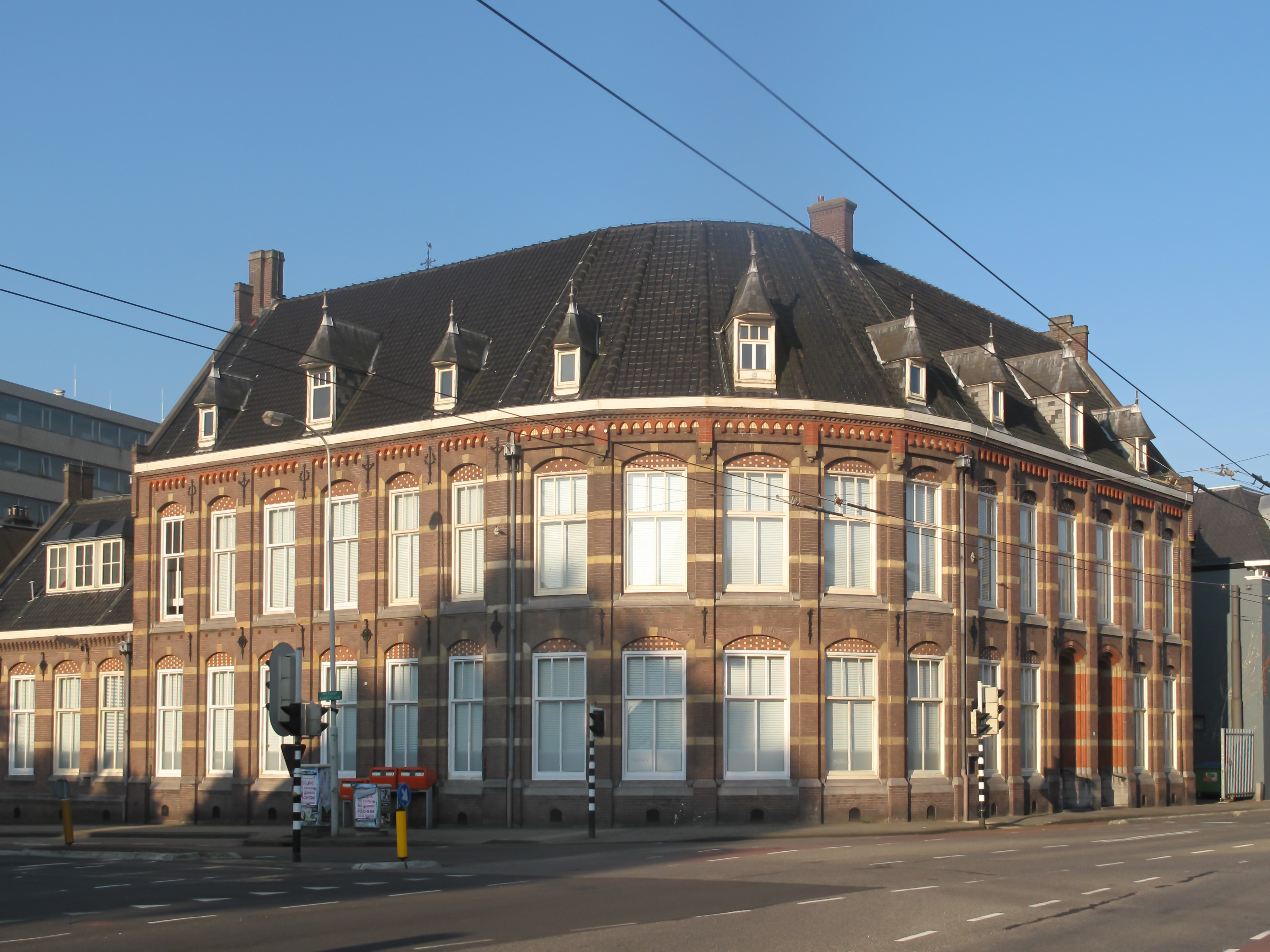
Старый почтамт Велпа
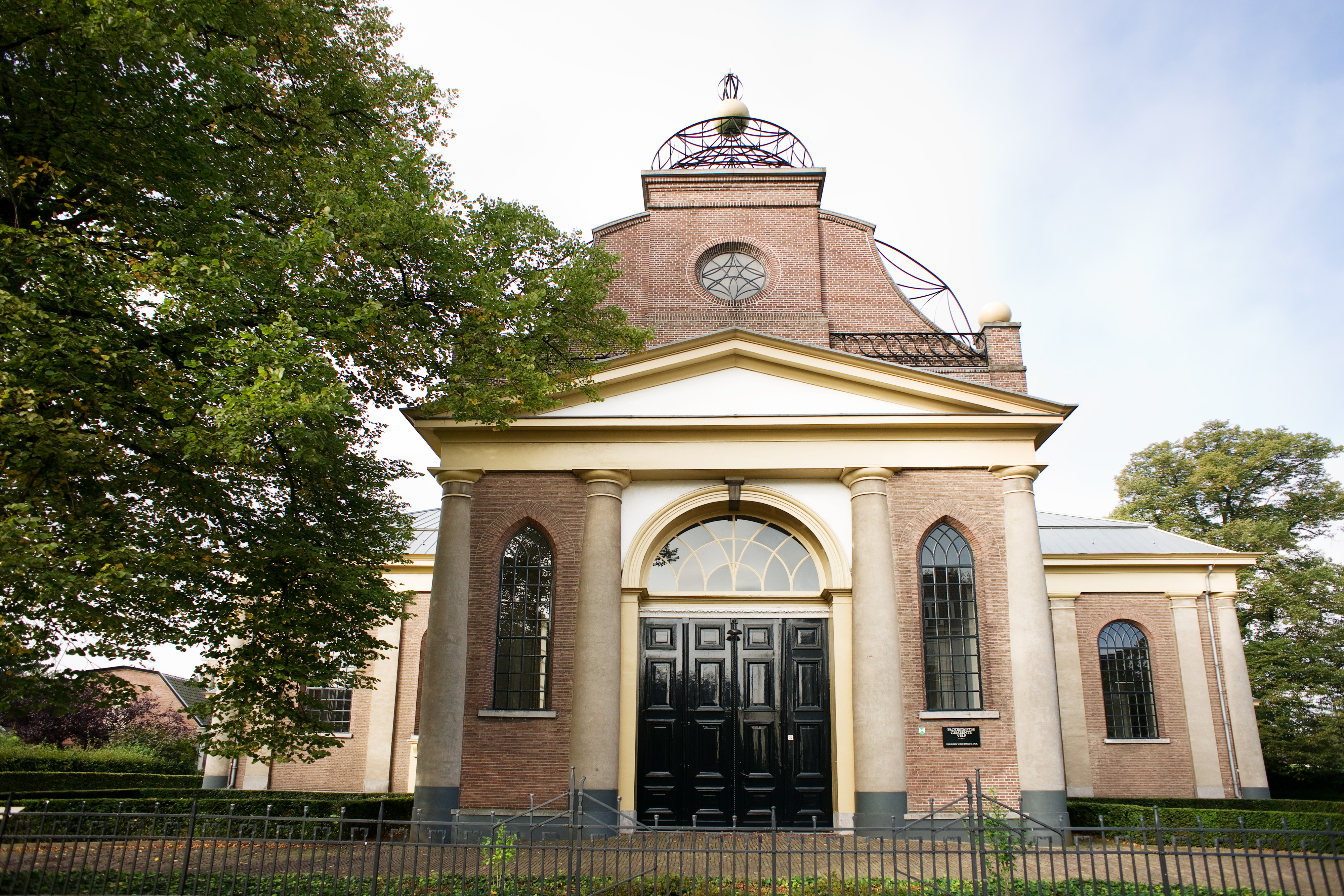
Новая церковь (1841)